# Пит Смолдерс
Петрус Ламбертус Лукас (Пит) Смолдерс (родился 28 декабря 1940 года в городе Гелдроп, провинция Северный Брабант) — нидерландский писатель и журналист, в работах которого космонавтика и космос занимают ключевое место. В частности, в Нидерландах он считается признанным экспертом в области советских и российских космических программ.

## Биография
С 1987 по 2001 год работал директором амстердамского планетария «Артис» (ARTIS-Planetarium). С момента основания и до 2005 года он также был членом учредительного совета Национального космического музея (Nationaal Ruimtevaart Museum).
Его первая газетная статья с авторским рисунком появилась ещё до начала периода активного освоения космоса — в 1958 году. Сегодня Смолдерс — автор нескольких десятков научно-популярных книг и огромного числа публикаций об исследованиях космоса и по астрономии, в том числе более 50 выпусков журнала «Current Topics»; он часто выступал на телевидении, комментируя крупные события в космонавтике. В 1985 и 1986 годах он вёл собственную телевизионную программу «Nieuws uit de Ruimte» («Новости из космоса»). В одном из её выпусков был показан документальный фильм о полёте нидерландского астронавта Вюббо Оккелса (Оккелс, Вюббо Йоханнес). Эта передача вышла в эфир в день крушения космического корабля «Челленджер» в 1986 году. В 1995 году Смолдерс участвовал в создании телефильма Виллема Вевера (Willem Wever), посвящённого теме спейс шаттлов. Для подготовки фильма его авторы совершили специальную поездку в Космический центр Кеннеди, и снимали запуск корабля STS-67. В настоящее время Смолдерс ведёт авторскую колонку в газете «De Telegraaf».
Смолдерс является членом такой известной международной организации как Британское межпланетное общество и почётным членом Нидерландского общества космонавтики (Nederlandse Vereniging voor Ruimtevaart). В 1986 году Федерация космонавтики СССР наградила Смолдерса медалью имени Ю. А. Гагарина за заслуги в популяризации космонавтики. Он также являлся членом Академии космонавтики СССР имени К. Э. Циолковского.
В свободное время Смолдерс занимается живописью. Темы его картин связаны с космическими путешествиями и космосом.
30 июля 2007 г. Международный астрономический союз в честь Пита Смолдерса назвал астероид 10.983 ((10983) Smolders).